# Ochrosia kauaiensis
Ochrosia kauaiensis là một loài thực vật thuộc họ Plumeria, Apocynaceae. Đây là loài đặc hữu của hòn đảo Kauai ở Hawaii. Chúng hiện đang bị đe dọa vì mất môi trường sống.

## Hình ảnh

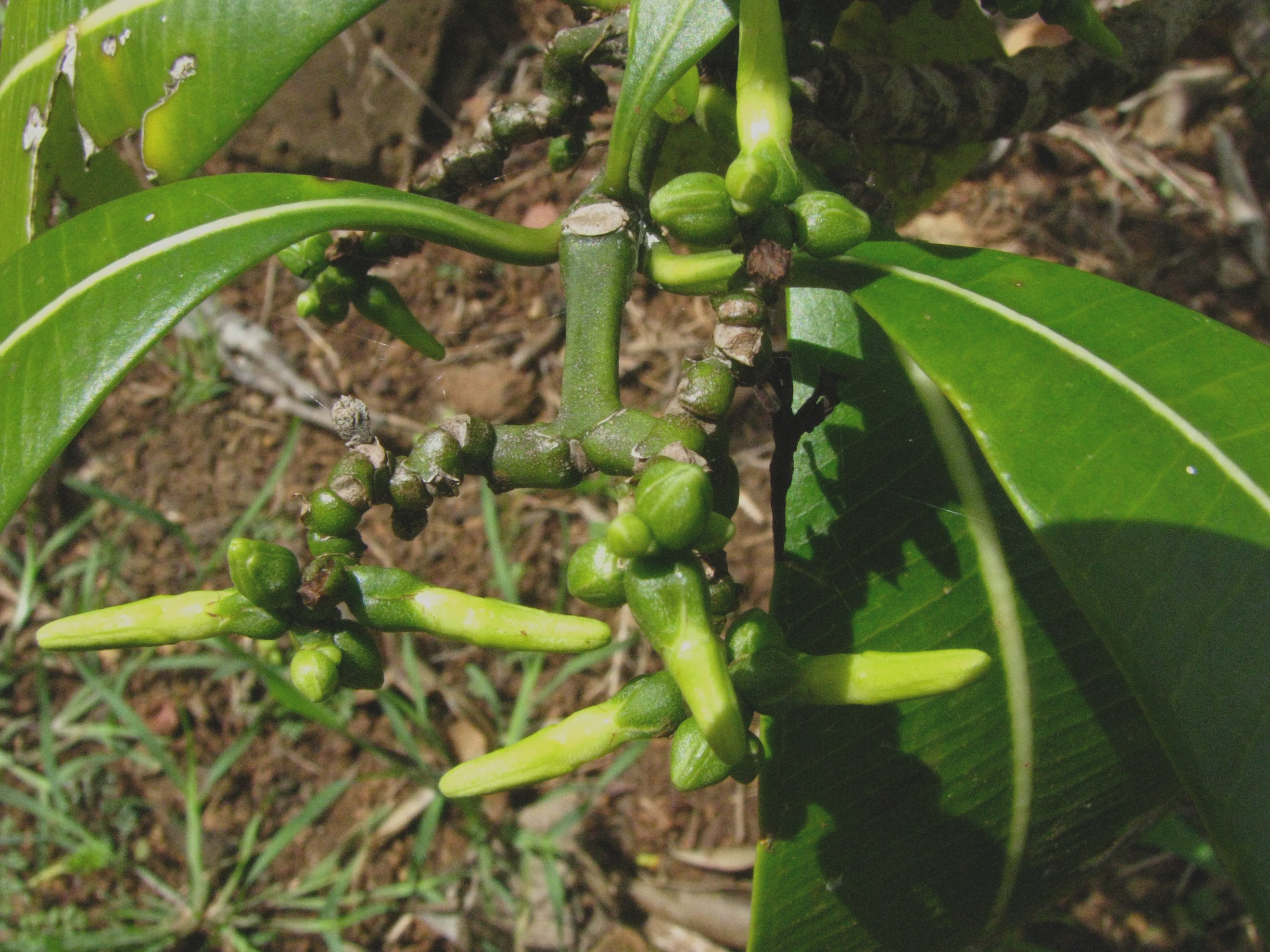
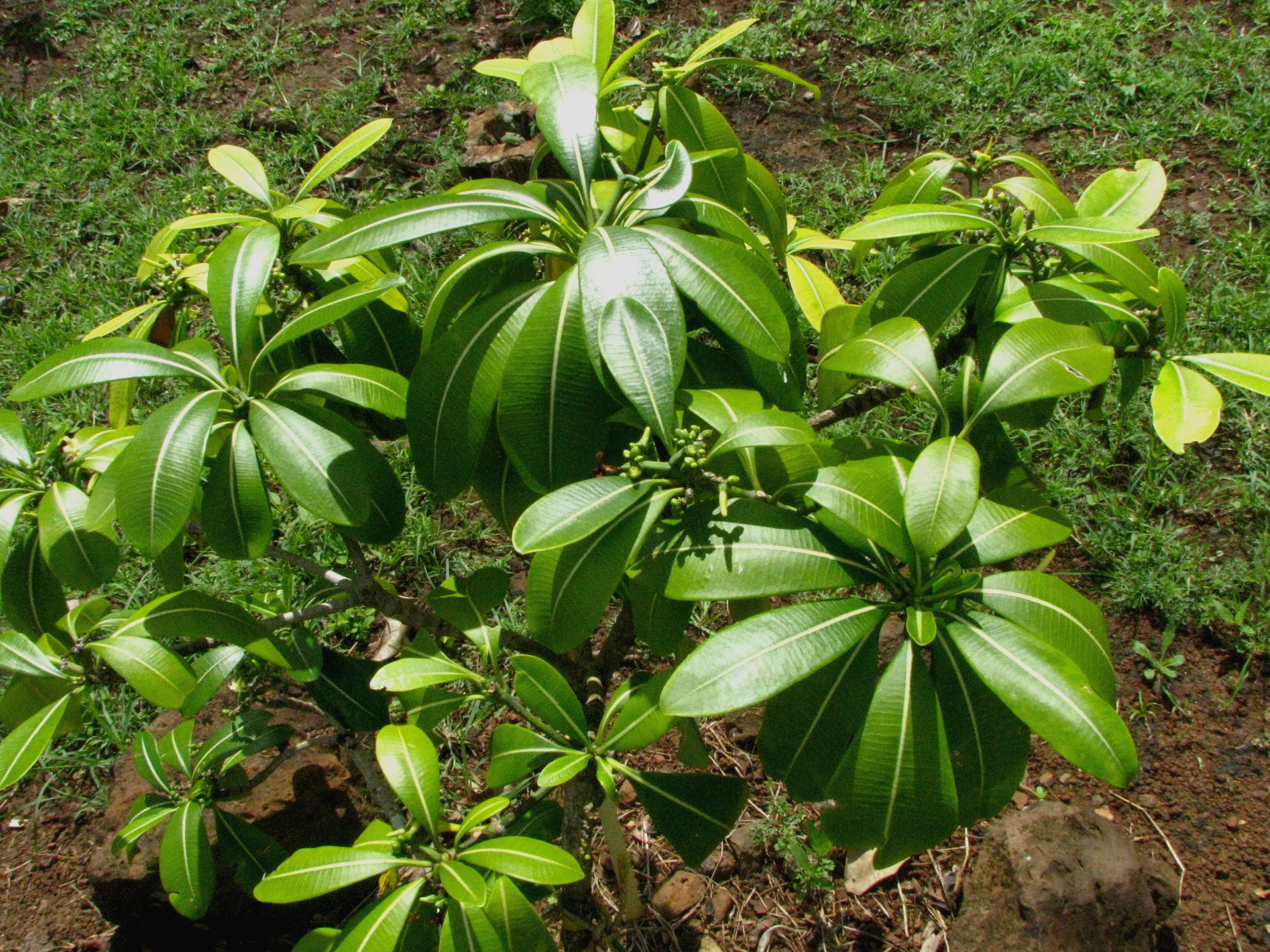
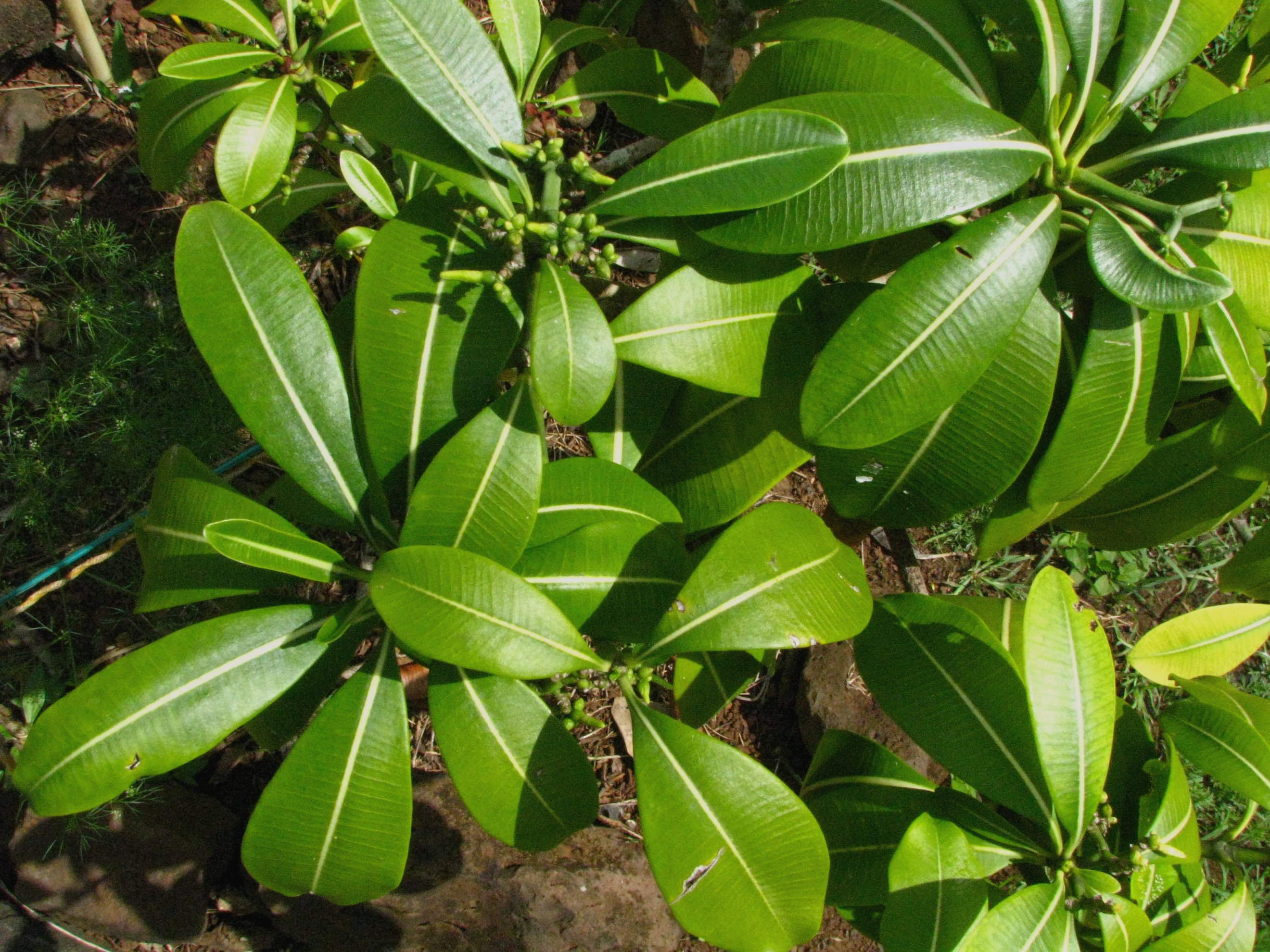
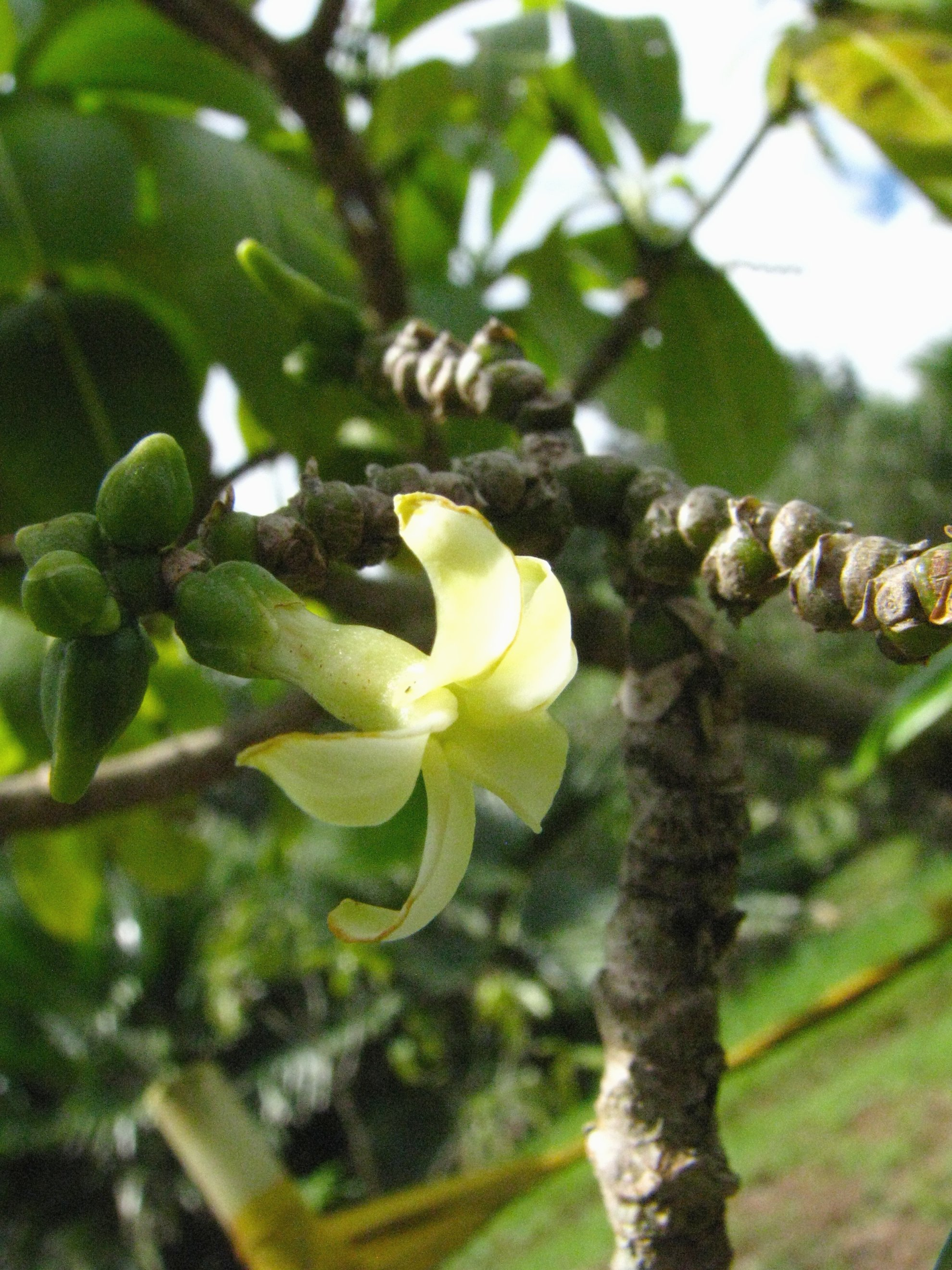